# Xã Sumner, Quận Kankakee, Illinois
Xã Sumner (tiếng Anh: Sumner Township) là một xã thuộc quận Kankakee, tiểu bang Illinois, Hoa Kỳ. Năm 2010, dân số của xã này là 910 người.